# Grammy Awards 1980
Die Grammy Awards 1980 wurden am 27. Februar 1980 öffentlich verliehen.
Bei dieser 22. Veranstaltung wurde der wichtigste US-amerikanische Musikpreis, der Grammy, in 58 Kategorien aus 19 Feldern vergeben.

## Hauptkategorien
Single des Jahres (Record of the Year):
- What a Fool Believes von den Doobie Brothers

Album des Jahres (Album of the Year):
- 52nd Street von Billy Joel

Song des Jahres (Song of the Year):
- What a Fool Believes von den Doobie Brothers (Autoren: Kenny Loggins, Michael McDonald)

Bester neuer Künstler (Best New Artist):
- Rickie Lee Jones

## Pop
Beste weibliche Gesangsdarbietung – Pop (Best Pop Vocal Performance, Female):
- I’ll Never Love This Way Again von Dionne Warwick

Beste männliche Gesangsdarbietung – Pop (Best Pop Vocal Performance, Male):
- 52nd Street von Billy Joel

Beste Darbietung eines Duos oder einer Gruppe mit Gesang – Pop (Best Pop Performance By A Duo Or Group With Vocals):
- Minute By Minute von den Doobie Brothers

Beste Instrumentaldarbietung – Pop (Best Pop Instrumental Performance):
- Rise von Herb Alpert

## Rock
Beste weibliche Gesangsdarbietung – Rock (Best Rock Vocal Performance, Female):
- Hot Stuff von Donna Summer

Beste männliche Gesangsdarbietung – Rock (Best Rock Vocal Performance, Male):
- Gotta Serve Somebody von Bob Dylan

Beste Darbietung eines Duos oder einer Gruppe mit Gesang – Rock (Best Rock Performance By A Duo Or Group With Vocals):
- Heartache Tonight von den Eagles

Beste Darbietung eines Rockinstrumentals (Best Rock Instrumental Performance):
- Rockestra Theme von Paul McCartney und den Wings

## Rhythm & Blues
Beste weibliche Gesangsdarbietung – R&B (Best R&B Vocal Performance, Female):
- Déjà vu von Dionne Warwick

Beste männliche Gesangsdarbietung – R&B (Best R&B Vocal Performance, Male):
- Don’t Stop ’til You Get Enough von Michael Jackson

Beste Darbietung eines Duos oder einer Gruppe mit Gesang – R&B (Best R&B Performance By A Duo Or Group With Vocals):
- After the Love Has Gone von Earth, Wind & Fire

Beste Instrumentaldarbietung – R&B (Best R&B Instrumental Performance):
- Boogie Wonderland von Earth, Wind & Fire

Bester R&B-Song (Best R&B Song):
- After the Love Has Gone von Earth, Wind & Fire (Autoren: Bill Champlin, David Foster, Jay Graydon)

## Disco
Beste Disco-Aufnahme (Best Disco Recording):
- I Will Survive von Gloria Gaynor (Produzenten: Dino Fekaris, Freddie Perren)

## Country
Beste weibliche Gesangsdarbietung – Country (Best Country Vocal Performance, Female):
- Blue Kentucky Girl von Emmylou Harris

Beste männliche Gesangsdarbietung – Country (Best Country Vocal Performance, Male):
- The Gambler von Kenny Rogers

Beste Countrygesangsdarbietung eines Duos oder einer Gruppe (Best Country Vocal Performance By A Duo Or Group):
- The Devil Went Down To Georgia von der Charlie Daniels Band

Bestes Darbietung eines Countryinstrumentals (Best Country Instrumental Performance):
- Big Sandy / Leather Britches von Doc Watson & Merle Watson

Bester Countrysong (Best Country Song):
- You Decorated My Life von Kenny Rogers (Autoren: Debbie Hupp, Bob Morrison)

## Jazz
Beste Jazz-Gesangsdarbietung (Best Jazz Vocal Performance):
- Fine And Mellow von Ella Fitzgerald

Beste Jazz-Instrumentaldarbietung, Solist (Best Jazz Instrumental Performance, Soloist):
- Jousts von Oscar Peterson

Beste Jazz-Instrumentaldarbietung, Gruppe (Best Jazz Instrumental Performance, Group):
- Duet von Chick Corea & Gary Burton

Beste Jazz-Instrumentaldarbietung, Big Band (Best Jazz Instrumental Performance, Big Band):
- Duke Ellington at Fargo, 1940 Live von Duke Ellington

Beste Jazz-Fusion-Darbietung, Gesang oder instrumental (Best Jazz Fusion Performance, Vocal Or Instrumental):
- 8:30 von Weather Report

## Gospel
Beste traditionelle Gospel-Darbietung (Best Gospel Performance, Traditional):
- Lift Up The Name Of Jesus von den Blackwood Brothers

Beste zeitgenössische Gospel-Darbietung (Best Gospel Performance, Contemporary):
- Heed The Call von den Imperials

Beste traditionelle Soul-Gospel-Darbietung (Best Soul Gospel Performance, Traditional):
- Changing Times von den Mighty Clouds Of Joy

Beste zeitgenössische Soul-Gospel-Darbietung (Best Soul Gospel Performance, Contemporary):
- I'll Be Thinking Of You von Andraé Crouch

Beste Inspirational-Darbietung (Best Inspirational Performance):
- You Gave Me Love (When Nobody Gave Me A Prayer) von B. J. Thomas

## Latin
Beste Latin-Aufnahme (Best Latin Recording)
- Irakere von Irakere

## Folk
Beste Ethnofolk- oder traditionelle Folk-Aufnahme (Best Ethnic Or Traditional Recording):
- Muddy 'Mississippi' Waters Live von Muddy Waters

## Für Kinder
Beste Aufnahme für Kinder (Best Recording For Children):
- The Muppet Movie von den Muppets (Produzenten: Jim Henson, Paul Williams)

## Sprache
Beste Aufnahme von gesprochenem Text, Dokumentation oder Schauspiel (Best Spoken Word, Documentary or Drama Recording):
- Ages of Man – Readings From Shakespeare von John Gielgud

## Comedy
Beste Comedy-Aufnahme (Best Comedy Recording):
- Reality … What a Concept von Robin Williams

## Musical Show
Bestes Cast-Show-Album (Best Cast Show Album):
- Sweeney Todd von der Originalbesetzung mit Angela Lansbury und Len Cariou (Text und Musik: Stephen Sondheim; Produzent: Thomas Z. Shepard)

## Komposition / Arrangement
Beste Instrumentalkomposition (Best Instrumental Composition):
- Superman Main Title Theme (Komponist: John Williams)

Bestes Album mit Originalmusik geschrieben für einen Film oder ein Fernsehspecial (Best Album Of Original Score Written For A Motion Picture Or A Television Special):
- Superman (Komponist: John Williams)

Bestes Instrumentalarrangement (Best Instrumental Arrangement):
- Soulful Strut von George Benson (Arrangeur: Claus Ogerman)

Bestes Arrangement mit Gesangsbegleitung (Best Arrangement Accompanying Vocals):
- What A Fool Believes von den Doobie Brothers (Arrangeur: Michael McDonald)

## Packages und Album-Begleittexte
Bestes Album-Paket (Best Album Package):
- Breakfast in America von Supertramp (Künstlerische Leiter: Mick Haggerty, Mike Doud)

Bester Album-Begleittext (Best Album Notes):
- The Complete Savoy Sessions von Charlie Parker (Verfasser: Bob Porter, James Patrick)

## Historische Aufnahmen
Beste historische Wiederveröffentlichung (Best Historical Reissue):
- Billie Holiday – Giants Of Jazz von Billie Holiday (Produzenten: Michael Brooks, Jerry Korn)

## Produktion und Technik
Beste technische Aufnahme, ohne klassische Musik (Best Engineered Recording, Non-Classical):
- Breakfast In America von Supertramp (Technik: Peter Henderson)

Beste technische Klassikaufnahme (Best Engineered Recording, Classical):
- Stephen Sondheim: Sweeney Todd von der Originalbesetzung mit Angela Lansbury und Len Cariou (Technik: Anthony Salvatore)

Produzent des Jahres (Producer Of The Year):
- Larry Butler

Klassik-Produzent des Jahres (Classical Producer Of The Year):
- James Mallinson

## Klassische Musik
Bestes Klassik-Album (Best Classical Album):
- Brahms: Symphonien (1-4) des Chicago Symphony Orchestra unter Leitung von Georg Solti

Beste klassische Orchesteraufnahme (Best Classical Orchestral Recording):
- Brahms: Symphonien (1-4) vom Chicago Symphony Orchestra unter Leitung von Georg Solti

Beste Opernaufnahme (Best Opera Recording):
- Britten: „Peter Grimes“ von Heather Harper, Jonathan Summers, Jon Vickers und dem Royal Opera House Orchestra unter Leitung von Colin Davis

Beste Chor-Darbietung, Klassik (ohne Oper) (Best Choral Performance, Classical, Other Than Opera):
- Brahms: Ein deutsches Requiem vom Chicago Symphony Orchestra und Chor unter Leitung von Georg Solti

Beste Soloinstrument-Darbietung mit Orchester (Best Classical Performance – Instrumental Soloist or Soloists with Orchestra):
- Bartók: Klavierkonzerte Nr. 1 und 2 von Maurizio Pollini und dem Chicago Symphony Orchestra unter Leitung von Claudio Abbado

Beste Soloinstrument-Darbietung ohne Orchester (Best Classical Performance – Instrumental Soloist or Soloists without Orchestra):
- The Horowitz Concerts 1978/79 von Vladimir Horowitz

Beste Kammermusik-Darbietung (Best Chamber Music Performance):
- Copland: „Appalachian Spring“ vom St. Paul Chamber Orchestra unter Leitung von Dennis Russell Davies

Beste klassische Solo-Gesangsdarbietung (Best Classical Vocal Soloist Performance):
- ’O sole mio – Luciano Pavarotti singt neapolitanische Lieder von Luciano Pavarotti

## Special Merit Awards
Der Grammy Lifetime Achievement Award und der Trustees Award wurden 1980 nicht vergeben.